# Caronno Varesino
Caronno Varesino (Carònn in dialetto varesotto, fino al 1940 Caronno Ghiringhello) è un comune italiano di 4 818 abitanti della provincia di Varese in Lombardia.

## Geografia fisica
Il comune di Caronno Varesino si estende su una superficie di circa 5,7 km² sulle colline delimitate a est dal torrente Tenore e ad ovest dal torrente Arno/Sciona.
L'escursione altimetrica è compresa tra 299 e 403 m s.l.m., mentre l'altitudine media può essere stabilita su 360 m s.l.m.
Confina a nord con il comune di Morazzone, a est con Gornate Superiore (frazione di Castiglione Olona) e Gornate Olona, a sud con i comuni di Carnago e Solbiate Arno, infine a ovest con Albizzate e Castronno.
Il territorio, prevalentemente collinare con ampie aree boscose e agricole, si pone sulle principali vie di comunicazione tra Varese e Milano, a circa metà strada tra il capoluogo e la città di Gallarate. L'abitato è costituito principalmente dagli agglomerati storici di Caronno centro, Travaino, Stribiana e Palani, e da più recenti estensioni di nuclei residenziali che si sviluppano fino ai confini con i paesi limitrofi.
Tra le aree di maggior interesse geografico e paesaggistico si ricordano quelle inserite nel Parco Rile Tenore Olona, in particolare l'area della Bagnella, così definita a causa della ricchezza di acque nel sottosuolo (che comporta anche la presenza di diversi stagni), e la valle del Campolungo, posta in località Stribiana, ricca di prati e coltivazioni, nonché zona di nascita del torrente Rile.Il punto più alto del paese si trova in via Gerolamo Bianchi, accanto alla chiesa.

### Parco Rile Tenore Olona (RTO)
Parte del comune di Caronno Varesino fa parte del parco sovracomunale denominato Parco Rile Tenore Olona, sviluppato intorno ai tre corsi d'acqua Rile, Tenore e Olona.

## Storia

### Simboli
Lo stemma e il gonfalone sono stati concessi con regio decreto del 29 novembre 1941.
La sbarra azzurra rappresenta il torrente Arno che attraversa il territorio; il biscione è l'emblema dei Visconti, feudatari del luogo; il leone che sostiene un castello è simbolo della nobile famiglia Castiglioni, che a Caronno rivestirono la dignità di valvassori.
Il gonfalone è un drappo di bianco bordato di azzurro.

## Società

### Evoluzione demografica
- 900 nel 1751
- 1 094 nel 1805 con ingresso nella provincia di Como
- 2 325 nel 1809 dopo annessione di Castronno e Morazzone
- 1 600 nel 1853
- 1 629 nel 1859

Abitanti censiti

## Amministrazione
| Periodo        | Periodo        | Primo cittadino     | Partito                        | Carica     | Note   |
| -------------- | -------------- | ------------------- | ------------------------------ | ---------- | ------ |
| 23 aprile 1995 | 13 giugno 1999 | Giacomo Andreotti   | Lista civica                   | Sindaco    |        |
| 13 giugno 1999 | 7 giugno 2009  | Stefano Mattaboni   | Lega Nord-Vivere Caronno       | Sindaco    |        |
| 7 giugno 2009  | 26 maggio 2019 | Mario De Micheli    | Lega Nord-Un cuore per Caronno | Sindaco    |        |
| 26 maggio 2019 | 16 marzo 2023  | Raffaella Galli     | Lega                           | Sindaco    | [ 11 ] |
| 17 marzo 2023  | 10 giugno 2024 | Fabio De Fanti      | nominato dalla Prefettura      | Comm. str. |        |
| 10 giugno 2024 |                | Maria Rosa Broggini | Lista civica SìAmo Caronno     | Sindaco    |        |